# Pristimantis prometeii
Pristimantis prometeii este o specie de broască care aparține genului Pristimantis, familia Craugastoridae. Specia a fost descrisă în anul 2016 pe baza unui exemplar capturat în 2014 în Ecuador și a fost denumită în onoarea programului Prometeo din Ecuador care a finanțat explorarea.